# Réveillon (Marne)
Réveillon é uma comuna francesa na região administrativa do Grande Leste, no departamento de Marne. Estende-se por uma área de 6.72 km², e possui 108 habitantes, segundo o censo de 2018, com uma densidade de 16 hab/km².